# Веселівська сільська рада (Криворізький район)
Весе́лівська сільська́ ра́да — орган місцевого самоврядування у Криворізькому районі Дніпропетровської області. Адміністративний центр — село Веселе.

## Загальні відомості
- Населення ради: 2 066 осіб (станом на 2001 рік)

## Населені пункти
Сільській раді підпорядковані населені пункти:
- с. Веселе
- с. Бурлацьке
- с. Львів
- с. Нова Зоря
- с. Новий Шлях
- с. Новомар'янівське

## Склад ради
Рада складається з 14 депутатів та голови.
- Голова ради: Кривий Олексій Володимирович
- Секретар ради: Євченко Ольга Миколаївна

### Керівний склад попередніх скликань
| Прізвище, ім'я, по батькові  | Основні відомості                                                                       | Дата обрання | Дата звільнення |
| ---------------------------- | --------------------------------------------------------------------------------------- | ------------ | --------------- |
| Герун Микола Іванович        | Сільський голова, 1955 року народження, освіта вища, член Соціалістичної партії України | 26.03.2006   | 31.10.2010      |
| Герун Микола Іванович        | Сільський голова, 1955 року народження, освіта вища, член Партії регіонів               | 31.10.2010   | 09.06.2015      |
| Кривий Олексій Володимирович | Сільський голова, 1983 року народження, освіта вища, самовисуванець                     | 06.11.2015   |                 |

Примітка: таблиця складена за даними сайту Верховної Ради України

### Депутати
За результатами місцевих виборів 2015 року депутатами ради стали
| № округу        | Прізвище, ім'я, по батькові      | Дата визнання обраним | Освіта  | Партійна приналежність | Відомості про обраного депутата                                   |
| --------------- | -------------------------------- | --------------------- | ------- | ---------------------- | ----------------------------------------------------------------- |
| Партія регіонів |                                  |                       |         |                        |                                                                   |
| 1               | Прадюх Анжела Миколаївна         | 06.11.2015            | вища    | безпартійна            | Веселівська загальноосвітня школа, вчитель                        |
| 2               | Ряба Тетяна Іванівна             | 06.11.2015            | вища    | безпартійна            | пенсіонер                                                         |
| 3               | Терегеря Микола Васильович       | 06.11.2015            | середня | безпартійний           | пенсіонер                                                         |
| 4               | Мільченко Катерина Олександрівна | 06.11.2015            | вища    | безпартійна            | ТОВ "Колос-М", бухгалтер                                          |
| 5               | Биченок Наталя Володимирівна     | 06.11.2015            | вища    | безпартійна            | дошкільний навчальний заклад «Сонечко», вихователь                |
| 6               | Данилюк Галина Павлівна          | 06.11.2015            | вища    | безпартійна            | ЗАТ -АЛЬФА-БАНК, спеціаліст групи продуктів кредитування          |
| 7               | Єфімова Інна Олександрівна       | 06.11.2015            | вища    | безпартійна            | Веселівська сільська рада, головний бухгалтер                     |
| 8               | Джердж Ірина Володимирівна       | 06.11.2015            | вища    | безпартійна            | дошкільний навчальний заклад "Барвінок", вихователь               |
| 9               | Євченко Ольга Миколаївна         | 06.11.2015            | вища    | безпартійна            | Веселівська сільська рада, секретар виконкому                     |
| 10              | Король Вікторія Володимирівна    | 06.11.2018            | середня | безпартійна            | ПАТ "АрселорМіттал Кривий Ріг", машиніст крана                    |
| 11              | Гарматюк Віталій Дмитрович       | 06.11.2015            | середня | безпартійний           | ПрАТ "Криворіжрибсільгосп", завідувач складу                      |
| 12              | Пличак Олег Петрович             | 06.11.2015            | середня | безпартійний           | Криворізьке ЛВУМГ філії УМГ "Харківтрансгаз", оператор обладнання |
| 13              | Корнієнок Анна Юріївна           | 06.11.2015            | вища    | безпартійна            | Ощадбанк, старший контролер-касир                                 |
| 14              | Левіна Юлія Михайлівна           | 06.11.2015            | вища    | безпартійна            | безробітна                                                        |
|                 |                                  |                       |         |                        |                                                                   |
|                 |                                  |                       |         |                        |                                                                   |